# بنیک خالقاتیان
بنیک خالقاتیان (ارمنی: Բենիկ Խլղաթյան؛ انگلیسی: Benik Khlghatyan؛ زادهٔ ۱۱ فوریه ۲۰۰۰) تیرانداز مرد در رشته اهل ارمنستان است. وی در بازی‌های اروپایی ۲۰۲۰ در رشته تپانچه بادی ۱۰ متر به رقابت پرداخت.